# Чидера Еюке
Чидера Еюке (на английски: Chidera Ejuke) е нигерийски футболист, играещ като ляво крило за Севиля.

## Кариера
Започва кариерата си в академията Джи Лек в град Джос. Изкарва проби в отбора на Ливърпул през 2015 г. През 2016 г. играе за тима на Гомбе Юнайтед в родината си и му помага да спечели промоция за първото ниво на местния футбол. През 2017 г. става част от норвежкия Волеренга. За Валеренга дебютира на 30 април 2017 г. в двубой с Одд. Първия си гол за отбора вкарва на 24 септември във вратата на Бран Берген. След като през сезон 2019 вкарва 6 гола в 14 двубоя подписва с нидерландския Хееренвеен, отказвайки офертите на Лацио и Бешикташ.
Еюке прекарва 1 сезон в Хееренвеен, изиграва 25 двубоя и вкарва 9 гола. Сред най-запомнящите се изяви на Еюке са двата гола във вратата на ВВВ Венло и двете попадения за 6 минути срещу Спарта Ротердам. През август 2020 г. подписва с ЦСКА Москва. Дебютира в среща с Ахмат Грозни, спечелена с 3:0. Първия си гол за ЦСКА вкарва в Главното московско дерби срещу Спартак Москва, спечелено с 3:1.
За два сезона в ЦСКА Еюке оставя противоречиви впечатления от играта си, като демонстрира отличен дрибъл и техника, но получава критики за прекалено индивидуалния си игрови стил. През лятото на 2022 г. се възползва от правото да преостанови договора си с ЦСКА поради Руско-украинската война и преминава под наем в Херта Берлин. Решението му е посрещнато негативно от треньора на ЦСКА Владимир Федотов.